# Lagothrix cana
Singe-laineux gris
Espèce
Statut de conservation UICN

 EN A2cd : En danger
Statut CITES
Le singe-laineux gris (Lagothrix cana) est une espèce de primate de la famille des Atelidae.

## Caractéristiques
Le singe-laineux gris atteint une taille de 50 à 65 cm et possède une longue queue de 55 à 77 cm.

## Répartition et habitat

Aire de répartition de Lagothrix cana

Le singe-laineux gris habite les forêts d'Amérique latine. Il est présent au Pérou, en Bolivie et au Brésil. La sous-espèce Lagothrix cana cana vit dans la forêt tropicale humide de basse altitude tandis que la sous-espèce Lagothrix cana tschudii est présente dans la forêt de nuage.

## Écologie et comportement
Lagothrix cana est une espèce arboricole vivant plutôt de jour. Ce singe d'un caractère doux tolère souvent les incursions de membres d'une autre troupe sur son territoire.

### Locomotion
Ce primate est quadrupède mais utilise également sa queue pour se déplacer.

### Alimentation
Son alimentation est surtout constituée de feuilles, fruits, fleurs, mais parfois aussi de sève, de graines et de petits animaux. Il se nourrit principalement de fruits (80 %), de feuilles (15 %) et de fleurs. Il mange également les cosses des graines de Parkia. 

### Taille du groupe
Les Lagothrix cana vivent en bandes mixtes et se séparent en petits groupes pour partir en quête de nourriture.

### Structure sociale et système de reproduction
Les groupes sont composés de plusieurs mâles et femelles. Les singes-laineux gris mâles se reproduisent avec plusieurs femelles (on parle alors de polygamie). Un petit né après une gestation de deux cent trente-trois jours s'accroche 7 jours au ventre de sa mère, puis monte sur son dos ; il est sevré à 6 mois.

## Sous-espèces
Cette espèce se subdivise en deux sous-espèces : Lagothrix cana cana, Lagothrix cana tschudii.

## Menaces
L'existence des singes-laineux gris est menacée car il leur faut disposer de grands espaces à parcourir librement et les forêts qu'ils habitent sont de plus en plus fractionnées ; leur chair étant en outre prisée, ils sont la proie des chasseurs.